# کیرالا
کیرالا (به لاتین: Kereka) یک منطقهٔ مسکونی در بلغارستان است که در شهرستان دریانوو واقع شده‌است.